# Pluto bär ut mjölken
Pluto bär ut mjölken (även Pluto i Holland) (engelska: In Dutch) är en amerikansk animerad kortfilm med Pluto från 1946.

## Handling
Under sin vistelse i Holland som mjölkbud, har Pluto blivit förtjust i en hundflicka och råkar av misstag ringa i en varningsklocka som används när det blir läcka i dammen. Men det dröjer inte länge förrän det visar det sig vara en fara på riktigt.

## Om filmen
Filmen hade svensk premiär den 11 december 1946 på biografen Regina och ingick i kortfilmsprogrammet Kalle Anka på festhumör, tillsammans med kortfilmerna Figaro på äventyr, Kalle Anka som skogvaktare, Pluto på hal spis, Jan Långben som riddare och Kalle Anka målar bilen.
Filmen har givits ut på VHS och DVD och finns dubbad till svenska.

## Rollista
- Pinto Colvig – Pluto[4]